# Mount Holly (North Carolina)
Mount Holly is een plaats (city) in de Amerikaanse staat North Carolina, en valt bestuurlijk gezien onder Gaston County.

## Demografie
Bij de volkstelling in 2000 werd het aantal inwoners vastgesteld op 9618.
In 2006 is het aantal inwoners door het United States Census Bureau geschat op 9804, een stijging van 186 (1.9%).

## Geografie
Volgens het United States Census Bureau beslaat de plaats een oppervlakte van
20,6 km², waarvan 20,1 km² land en 0,5 km² water. Mount Holly ligt op ongeveer 193 m boven zeeniveau.

## Plaatsen in de nabije omgeving
De onderstaande figuur toont nabijgelegen plaatsen in een straal van 12 km rond Mount Holly.